# Cerrillos megye
Cerrillos egy megye Argentína északnyugati részén, Salta tartományban. Székhelye Cerrillos.

## Népesség
A megye népessége a közelmúltban a következőképpen változott:
| Év   | Lakosság |
| ---- | -------- |
| 2001 | 26 193   |
| 2010 | 35 789   |